# ヴァイオリンソナタ第1番 (メンデルスゾーン)
ヴァイオリンソナタ第1番 ヘ長調 MWV Q7は、フェリックス・メンデルスゾーンが11歳であった1820年に作曲したヴァイオリンソナタ。

## 概要
メンデルスゾーンは10歳になる1819年5月にヴァイオリンを習い始め、その才能は父のアブラハムを驚かせていた。楽曲は彼が作曲を学んでいたカール・フリードリヒ・ツェルターの保守的な教えに背くような内容となっている。
最初の出版は1977年に行われた。

## 楽曲構成
3つの楽章で構成される。演奏時間は約15分。

### 第1楽章
Allegro 4/4拍子 ヘ長調
この楽章は主題をひとつしか有しておらず、その曲調にはC.P.E.バッハの影響が感じられる。主題を譜例1に示す。
譜例1
提示部に繰り返しが指定されているほか、再現部の終わりにも繰り返しと1番括弧、2番括弧が設けられており、2番括弧からは華やかなコーダとなって楽章を結ぶ。

### 第2楽章
Andante 3/8拍子 ヘ短調
主題と4つの変奏で構成される変奏曲。ヴァイオリンが主題を奏する（譜例2）。
譜例2
第1変奏はヘ長調となり、主題のリズムに変化を加える。第2変奏はヘ短調に戻り、主題を16分音符の音型に崩して紡いでいく。第3変奏は再びヘ長調に転じ、ピアノはスタッカート、ヴァイオリンはピッツィカートの指定で軽やかに進む。第4変奏ではヘ短調に回帰して自由な変奏が繰り広げられる。

### 第3楽章
Presto 4/4拍子 ヘ長調
この楽章も第1楽章同様に主題をひとつしか持っておらず、ハイドンの交響曲第102番の終楽章を範としたものと思われる。冒頭からヴァイオリンが勢いよく主題を出す（譜例3）。
譜例3
対位法的な技術により手際よく展開させ、主題を再現する。第1楽章同様に楽章後半のリピートに2つの括弧が用意されており、主題を用いてまとめられて全曲が閉じられる。